# Odette Laure
Pour les articles homonymes, voir Laure.
Odette Laure, de son vrai nom Odette Dhommée, née le 28 février 1917 à Paris et morte dans la même ville le 10 juin 2004, est une comédienne de théâtre, de cinéma et une chanteuse de variétés.

## Biographie
Elle naît à dans le 19e arrondissement de Paris, au Café des Arts que tiennent ses parents, seule fille et petite dernière de la famille. Toute petite, elle chante dans le café familial des chansons de Mistinguett, Damia ou Fréhel. Elle déménage en 1922 et tombe amoureuse de Ramon Novarro. Elle suit des cours de sténographie et joue sa première opérette, La Fille de madame Angot. En 1936, elle rencontre André Claveau  puis se marie avec Pierre Roussillon d'avec qui elle divorce en 1952. Béatrix Dussane l'encourage dans sa carrière artistique ; elle suit les conseils de Jackie Sardou et commence à avoir du succès dans un répertoire humoristique écrit notamment par Francis Blanche. Au début des années 1950, elle est la compagne de Guy Bourguignon. Jean Nohain la choisit pour co-animer une de ses émissions. Elle entame une carrière au théâtre, où elle remporte le trophée Dussane en 1977 pour La Ménagerie de verre de Tennessee Williams. Au cinéma, elle doit se contenter de rôles légers (La Marie du port de Marcel Carné, Lady Paname d'Henri Jeanson, etc.). Son dernier compagnon est le comédien Jean Valmence (1927-1976).

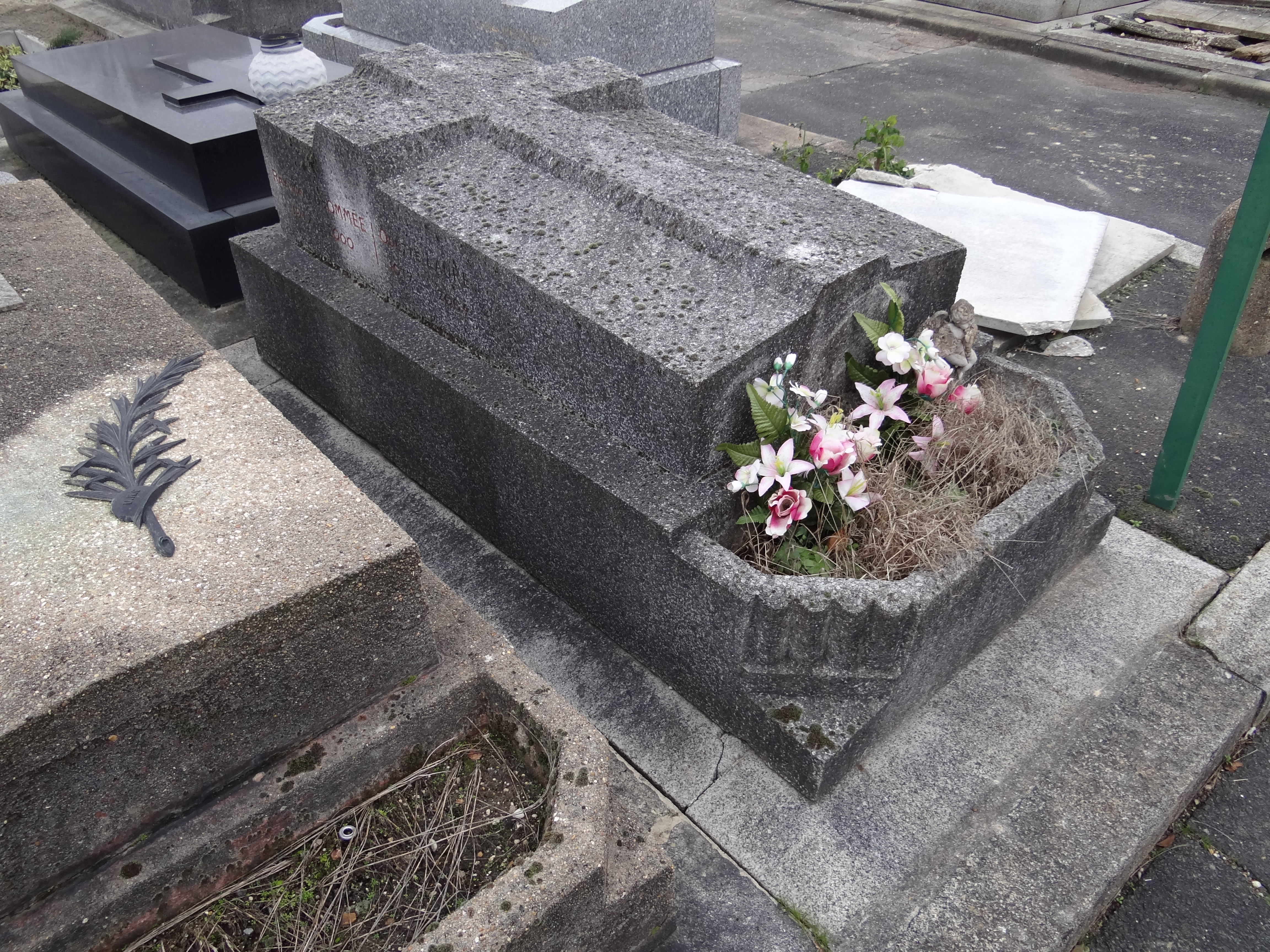
La tombe d'Odette Laure au cimetière Pasteur de Bagnolet (Seine-Saint-Denis).

Elle est inhumée dans la 14e division du cimetière Pasteur à Bagnolet (Seine-Saint-Denis).

## Filmographie

### Cinéma
- 1950 : La Marie du port de Marcel Carné : Françoise
- 1950 : Lady Paname d'Henri Jeanson : la prostituée qui aborde Marval
- 1950 : Ce Bon monsieur Durand de Charles-Félix Tavano - court métrage
- 1951 : Si ça vous chante de Jacques Loew
- 1952 : La Fête à Henriette de Julien Duvivier : Valentine
- 1953 : La Pocharde de Georges Combret : Mme Berthelin
- 1954 : Le Grand Jeu de Robert Siodmak : l'amie de Mario
- 1956 : Mitsou de Jacqueline Audry : Petite-Chose
- 1957 : C'est arrivé à 36 chandelles d'Henri Diamant-Berger
- 1958 : L'École des cocottes de Jacqueline Audry : Amélie
- 1959 : Guinguette de Jean Delannoy
- 1959 : Nuits de Pigalle de Georges Jaffé
- 1972 : Le Viager de Pierre Tchernia : Marguerite Galipeau
- 1976 : Les Douze Travaux d'Astérix, dessin animé de René Goscinny et Albert Uderzo : voix
- 1977 : Moi, fleur bleue de Éric Le Hung : Olga, la femme de ménage
- 1979 : Au bout du bout du banc de Peter Kassovitz : l'employée de la poste
- 1983 : Le Braconnier de Dieu de Jean-Pierre Darras : la seconde musicienne en voiture
- 1985 : Les Nanas d'Annick Lanoë : la mère de Christine
- 1988 : Périgord noir de Nicolas Ribowski
- 1990 : Daddy nostalgie de Bertrand Tavernier : Constance
- 1991 : Jalousie de Kathleen Fonmarty : Gisèle
- 1992 : Le Bal des casse-pieds d'Yves Robert : Mme Vandubas
- 1992 : L'Inconnu dans la maison de Georges Lautner : la patronne
- 1992 : Les Mamies d'Annick Lanoë : Arlette
- 1992 : Riens du tout de Cédric Klapisch : Madame Yvonne
- 1999 : La Dilettante de Pascal Thomas : Zoé de la Tresmondière
- 2000 : Le Prof d'Alexandre Jardin : Mamie

### Télévision
- 1962 : Vincent Scotto d'Henri Spade : Lucette Vallombreuse
- 1962 : Quand on est deux série télévisée de Jacques-Gérard Cornu : Odette Laborde
- 1971 : La Visite de la vieille dame d'Alberto Cavalcanti : Annette, la femme du maire
- Au théâtre ce soir :
- 1973 : Le Bonheur des autres de Robert Favart, mise en scène Jacques Sereys, réalisation Georges Folgoas, théâtre Marigny : Athénaïs
- 1976 : Sacrés Fantômes de Eduardo De Filippo, réalisation Pierre Sabbagh, théâtre Édouard-VII : Armida
- 1976 : La Frousse de Julien Vartet, mise en scène René Clermont, réalisation Pierre Sabbagh, théâtre Édouard-VII : Simone
- 1976 : La Vie de Marianne, série télévisée de Pierre Cardinal : Mme Dutour
- 1977 : Banlieue Sud-Est, série télévisée de Gilles Grangier : Marie Lubin
- 1977 : Les Choutes de Pierre Barillet et Jean-Pierre Grédy, mise en scène Michel Roux, réalisation Pierre Sabbagh, théâtre Marigny : Mme Barberet
- 1978 : La Jeune Fille à marier d'Eugène Ionesco, réalisation Jeannette Hubert
- Le Petit Théâtre d'Antenne 2, série télévisée (2 épisodes entre 1978-1981)
- 1979 : Les Insulaires, téléfilm de Gilles Grangier : Mme Palladion
- 1979 : Roméo et Baucis, téléfilm d'Hélène Misserly : Christiane
- 1979 : Les Amours de la Belle Époque, série télévisée d'André Flédérick (épisode Ces dames aux chapeaux verts : Rosalie)
- 1980 : Les Dames de cœur, série télévisée de Paul Siegrist : Gigi
- Adam et elles
- Un amour d'émir
- Jupons en batailles
- Le Gang du troisième âge
- Une aïeule à pedigree
- Sacré Monstre
- 1980 : La Plume de Robert Valey : Mlle Sozy
- 1980 : les Folies du samedi soir de Jacques Brialy : Laurence
- 1981 : Les Amours des années folles série télévisée d'Agnès Delarive et Boramy Tioulong (épisode Féerie bourgeoise : Sarah)
- 1981 : L'Atterrissage d'Éric Le Hung : la concierge
- 1981 : Le Fantôme du zouave de René de Obaldia, réalisation Georges Bensoussan : Gertrude
- 1981 : Antoine et Julie de Gabriel Axel : Mme Arnaud
- 1983 : Bon anniversaire Juliette de Marcel Bozzuffi : Paulette
- 1983 : Week-end au paradis
- 1985 : Un garçon de France de Guy Gilles : Mme Donnadieu
- Julien Fontanes, magistrat série télévisée (3 épisodes entre 1983 et 1989, Mémaine) de Guy Lefranc
- 1985 : L'Ingénu du Clairon
- 1986 : Jamais rien à Coudœoeuvre
- Madame et ses flics, série télévisée de Roland-Bernard
- 1986 : Ultra léger meurtre
- 1986 : La Robe qui tue
- 1986 : Mort en play-back
- 1986 : Le Prix du cadavre
- 1986 : Spécial bavure
- 1986 : La Bague au doigt série télévisée
- 1987 : Le Gerfaut série télévisée de Marion Sarraut : Mademoiselle Marjon
- 1988 : L'Homme à tout faire série télévisée de Patrick Gandery-Réty : Louise
- 1989 : Les Portes s'ouvrent
- 1990 : Les Cadavres exquis de Patricia Highsmith (épisode Pour le restant de leurs jours : Rose) de Peter Kassovitz
- 1992 : Un beau petit milliard de Pierre Tchernia (Mathilde/Mélanie)
- 1992 : Le Secret du petit milliard de Pierre Tchernia : Mathilde/Mélanie
- 1992 : Méprise d'otage de Didier Albert : Alice
- 1994 : Maigret : Maigret et la vieille dame de David Delrieux : Valentine
- 1994 : Entre terre et mer série télévisée d'Hervé Baslé : Madame Louvet
- 1999 : Petits nuages d'été d'Olivier Langlois : Hortense

## Discographie

### Albums studio
- 1953 : Le Petit Carnet d'Odette Laure (RCA)
- 1955 : Le Petit Officier de marine (RCA)
- 1961 : Quand il se trimballe (Odeon)

### Chanson. Super 45 tours (EP)
- 1954 : Le Tango immobile / La Femme du fakir / Le Petit Officier de marine / La Léopolda (RCA)
- 1954 : Tout ça parc' qu'au Bois d' Chaville / Je suis nerveuse / Je suis folle / La Chocola (RCA)
- 1955 : Moi j' tricote[3] / Surprise-partie chez Lili / Ça tourne pas rond / La Dame du dessus (Pathé)
- 1955 : Le Pain et l’Amour (L’Amour boulanger) / La Petite Fleur bleue / J’ voudrais qu’un homme / Si j’ te suis fidèle (RCA)
- 1956 : Je n’ sais pas danser / Nous, on n'y peut rien / Police-tango / Oh ! Je biche (RCA)
- 1957 : Chandernagor / Mimi la poseuse / Qu’on est bien / Lucrèce Borgia (Vogue)
- 1957 : Allô ! Mon cœur ! / La Mariée du jeu de massacre / T’as pas d’excuse / Ah ! Ah ! L’Amour (RCA)
- 1958 : Mon manège à moi / Méfie-toi mignonne / La Saint-Tocard / Le Mari modèle (Vogue)
- 1959 : Mon dada c’est la java / Zizi la torpille / Qu’est-ce que tu dis / La Java chinoise (Vogue)

## Théâtre
- 1950 : Il faut marier maman comédie musicale de Marc-Cab et Serge Veber, musique Guy Lafarge, mise en scène Pierre Dux, théâtre de Paris
- 1952 : Vice versa de Marcel Frank, mise en scène Christian Gérard, théâtre Fontaine
- 1958 : La Brune que voilà de Robert Lamoureux, mise en scène de l'auteur, théâtre des Variétés
- 1964 : Les Folies du samedi soir de Marcel Mithois, mise en scène Jacques Rosny, théâtre La Bruyère
- 1967 : Boudu sauvé des eaux de René Fauchois, mise en scène Jean-Laurent Cochet, théâtre des Capucines
- 1971 : Zozo de Jacques Mauclair, mise en scène Jean-Pierre Darras, théâtre des Célestins Lyon
- 1971 : Du côté de chez l'autre, mise en scène Jean-Laurent Cochet, théâtre de la Madeleine
- 1971 : Les Femmes savantes de Molière, mise en scène Jean Meyer, théâtre des Célestins
- 1972 : Le noir te va si bien de Jean Marsan, mise en scène Jean Le Poulain, théâtre Antoine
- 1974 : Le Mari, la Femme et la Mort d'André Roussin, mise en scène Louis Ducreux, théâtre Antoine
- 1974 : Le Péril bleu ou méfiez-vous des autobus de et mise en scène Victor Lanoux, théâtre des Mathurins
- 1975 : Chat d'István Örkény, mise en scène Jean-Laurent Cochet, théâtre du Gymnase
- 1976 : La Dame de chez Maxim de Georges Feydeau, mise en scène Jean Meyer, théâtre des Célestins
- 1976 : La Frousse de Julien Vartet, mise en scène René Clermont, Studio des Champs-Elysées
- 1977 : La Dame de chez Maxim de Georges Feydeau, mise en scène Jean Meyer, théâtre des Célestins
- 1977 : La Ménagerie de verre de Tennessee Williams, mise en scène Marcel Lupovici, théâtre 347
- 1978 : Lundi, la fête de Franco Brusati, mise en scène Jacques Rosny, théâtre Michel
- 1978 : Les Folies du samedi soir de Marcel Mithois, mise en scène Jacques Rosny, théâtre La Bruyère
- 1980 : Joyeuses Pâques de Jean Poiret, mise en scène Pierre Mondy, théâtre du Palais Royal
- 1982 : Chéri de Colette, mise en scène Jean-Laurent Cochet, théâtre des Variétés
- 1983 : Chéri de Colette, mise en scène Jean-Laurent Cochet, théâtre des Célestins
- 1983 : Joyeuses Pâques de Jean Poiret, mise en scène Pierre Mondy, théâtre du Palais-Royal
- 1984 : Revenu de l'étoile d'André Obey, mise en scène Jean-Laurent Cochet, théâtre Hébertot
- 1984 : On m'appelle Émilie de Maria Pacôme, mise en scène Jean-Luc Moreau, théâtre Saint-Georges
- 1985 : Joyeuses Pâques de Jean Poiret, mise en scène Pierre Mondy, théâtre du Palais Royal
- 1987 : Ce sacré bonheur de Jean Cosmos, mise en scène Michel Fagadau, théâtre Montparnasse
- 1987 : La Chambre d'ami de et mise en scène Marc Camoletti, théâtre Michel
- 1989 : La Station Champbaudet d'Eugène Labiche, mise en scène Jean Bouchaud, théâtre de Boulogne-Billancourt
- 1992 : Ma Colette de Dany Laurent, mise en scène Annie Sinigalia, Théâtre d'Asnières
- 1993 : Le Mal court de Jacques Audiberti, mise en scène Pierre Franck, théâtre de l'Atelier

### Opérette
- 1950 : Faut marier maman de Guy Lafarge, mise en scène Pierre Dux, théâtre de Paris
- 1972 : Il était une fois l’Opérette de Jean Poiret et Dominique Tirmont, théâtre du Palais-Royal
- 1976 : Ciboulette de Reynaldo Hahn, mise en scène Jean-Laurent Cochet, Opéra-Comique

## Doublage
- 1951 : Chantons sous la pluie de Gene Kelly et Stanley Donen :   Lina Lamont (Jean Hagen)

## Distinctions
- 1954 : Grand prix du disque de l'Académie Charles-Cros
- 1977 : Trophée Béatrix Dussane pour La Ménagerie de verre
- César 1991 : Nomination au César de la meilleure actrice dans un second rôle pour Daddy nostalgie

## Publication
Odette Laure, Aimer, rire et chanter, Flammarion, 1998, 306 p. (ISBN 978-2-08-067386-2).